# Ortigosa de Cameros
Ortigosa de Cameros tỉnh và cộng đồng tự trị La Rioja, phía bắc Tây Ban Nha. Đô thị này có diện tích là 33,02 ki-lô-mét vuông, dân số năm 2009 là 287 người với mật độ 8,69 người/km². Đô thị này có cự ly 46 km so với Logroño.